# Френдшип (Вісконсин)
Френдшип (англ. Friendship) — селище (англ. village) в США, в окрузі Адамс штату Вісконсин. Населення — 648 осіб (2020).

## Географія
Френдшип розташований за координатами 43°58′18″ пн. ш. 89°49′12″ зх. д. / 43.97167° пн. ш. 89.82000° зх. д. (43.971746, -89.820016).  За даними Бюро перепису населення США в 2010 році селище мало площу 2,39 км², з яких 2,28 км² — суходіл та 0,11 км² — водойми.

## Демографія
Згідно з переписом 2010 року, у селищі мешкало 725 осіб у 256 домогосподарствах у складі 161 родини. Густота населення становила 304 особи/км².  Було 323 помешкання (135/км²).
Расовий склад населення:
| - 95,0 % — білих - 1,9 % — чорних або афроамериканців - 0,6 % — азіатів - 0,1 % — корінних американців - 1,5 % — осіб інших рас |

До двох чи більше рас належало 0,8 %. Частка іспаномовних становила 4,0 % від усіх жителів.
За віковим діапазоном населення розподілялося таким чином: 18,5 % — особи молодші 18 років, 54,5 % — особи у віці 18—64 років, 27,0 % — особи у віці 65 років та старші. Медіана віку мешканця становила 45,6 року. На 100 осіб жіночої статі у селищі припадало 100,8 чоловіків;  на 100 жінок у віці від 18 років та старших — 100,3 чоловіків також старших 18 років.
Середній дохід на одне домашнє господарство  становив 49 601 долар США (медіана — 44 732), а середній дохід на одну сім'ю — 56 463 долари (медіана — 48 750). Медіана доходів становила 55 568 доларів для чоловіків та 21 500 доларів для жінок. За межею бідності перебувало 29,7 % осіб, у тому числі 43,8 % дітей у віці до 18 років та 4,1 % осіб у віці 65 років та старших.
Цивільне працевлаштоване населення становило 211 осіб. Основні галузі зайнятості: мистецтво, розваги та відпочинок — 16,1 %, транспорт — 15,6 %, освіта, охорона здоров'я та соціальна допомога — 14,2 %.